# Morum oniscus
Morum oniscus är en snäckart som först beskrevs av Carl von Linné 1767.  Morum oniscus ingår i släktet Morum och familjen Harpidae. Inga underarter finns listade i Catalogue of Life.